# Metido a Bacana
Metido a Bacana é um filme de comédia musical brasileiro de 1957, dirigido por J.B. Tanko, produzido por Oswaldo Massaini e Herbert Richers para a Cinedistri. Foi a primeira chanchada estrelada pela dupla Ankito e Grande Otelo. Várias marchinhas de carnaval são apresentadas pelos dois protagonistas (inclusive uma paródia ao rock'n roll feita por Grande Otelo), além de muitos artistas conhecidos: Angela Maria, Nelson Gonçalves, Cauby Peixoto, Dircinha Batista, Linda Batista, Jorge Veiga, Dora Lopes, Estação Primeira de Mangueira e Chiquinho e Sua Orquestra.

## Sinopse
Em visita ao Brasil para firmar um acordo comercial, o Príncipe Anacleto do país fictício da Araquelândia quer aproveitar para conhecer o verdadeiro Carnaval carioca. Com a ajuda do camareiro Coalhada e aproveitando-se da semelhança com o pipoqueiro atrapalhado Hilário, o príncipe troca de lugar com seu sósia e vai a diversos bailes de carnaval da cidade. Enquanto isso Hilário tem que lidar com o embaixador corrupto e uma dupla de terroristas que ameaçam a sua vida.

## Elenco
- Ankito...Hilário / Príncipe Anacleto
- Grande Otelo...Coalhada
- Renato Restier...Embaixador
- Nelly Martins...Irene
- Celeneh Costa...Diva
- Roberto Duval...Ministro
- Carlos Costa...Assistente do Embaixador
- Wilson Grey...terrorista
- Jorge Petroff
- Joyce de Oliveira
- Waldyr Maia
- Domingos Terra...Seu Joaquim
- Francisco Dantas...Repórter
- José Nunes
- Waldyr Finotti
- Estação Primeira de Mangueira

## Canções
- Conceição do Orfeu (Assis Valente)
- Ela foi fundada (Arnô Provenzano, Otelino Lopes e O. Magalhães)
- Grilo seresteiro (Marques Júnior, Roberto Roberti e Estan Silva)
- Maracangalha (Dorival Caymmi)
- Nova capital (Aldacir Louro, Sebastião Mota e E. Cavalcanti)
- O tempo bom (Raul Marques, Estanislau Silva e J. Silva)
- Palhaço (Fernando Lobo e Ari Cordovil)
- Príncipe de araque (Grande Otelo)
- Rainha da cor (Milton Oliveira e Fernando Sergio)
- Mulata (Lamartine Babo e Irmãos Valença)
- Trovoada (Assis Valente)